# Flora of Aden
Flora of Aden (abreviado Fl. Aden) es un libro con ilustraciones y descripciones botánicas que fue escrito por el sacerdote jesuita suizo, botánico pionero en la India británica Ethelbert Blatter y publicado en 3 partes en los años 1914 - 1916.

## Publicación
- Parte n.º 1, 1914
- Parte n.º 2, 1915;
- Parte n.º 3, 1916